# Estação Ferroviária de Mosteirô

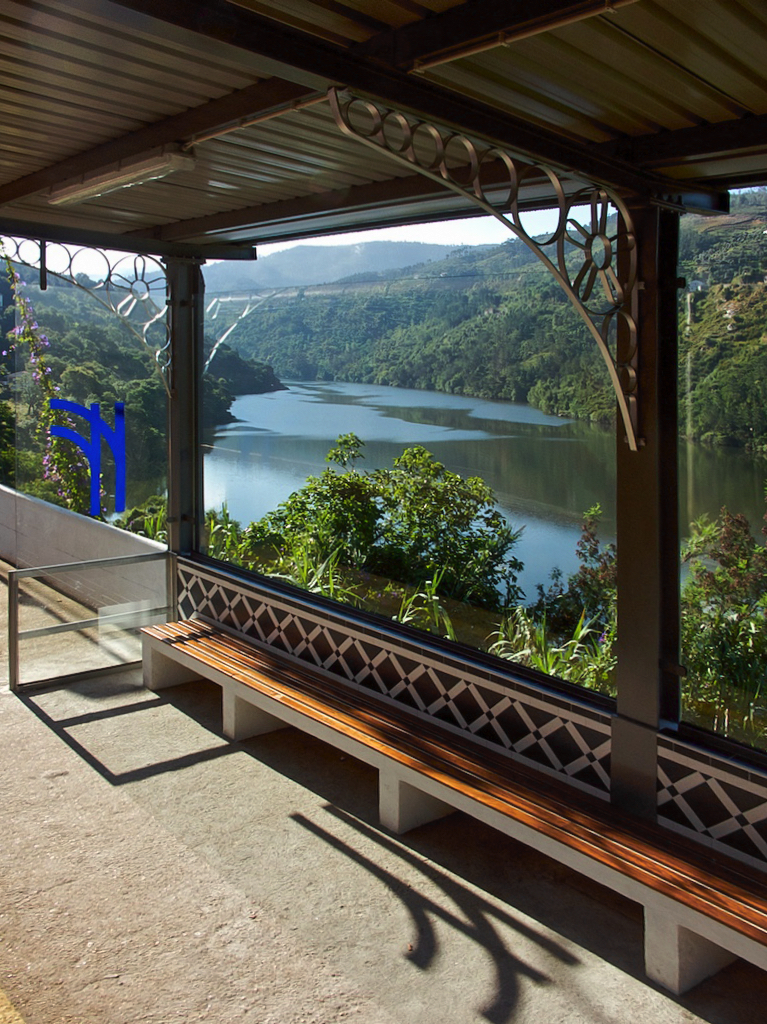
Abrigo na plataforma oposta.

A estação ferroviária de Mosteirô (nome também dado por "Mosteiró" e por vezes errónea e confusamente grafado como "Mosteiro") é uma infra-estrutura da Linha do Douro, que serve a freguesia de Ancede e Ribadouro, no concelho de Baião, em Portugal.

## Descrição

### Localização e acessos

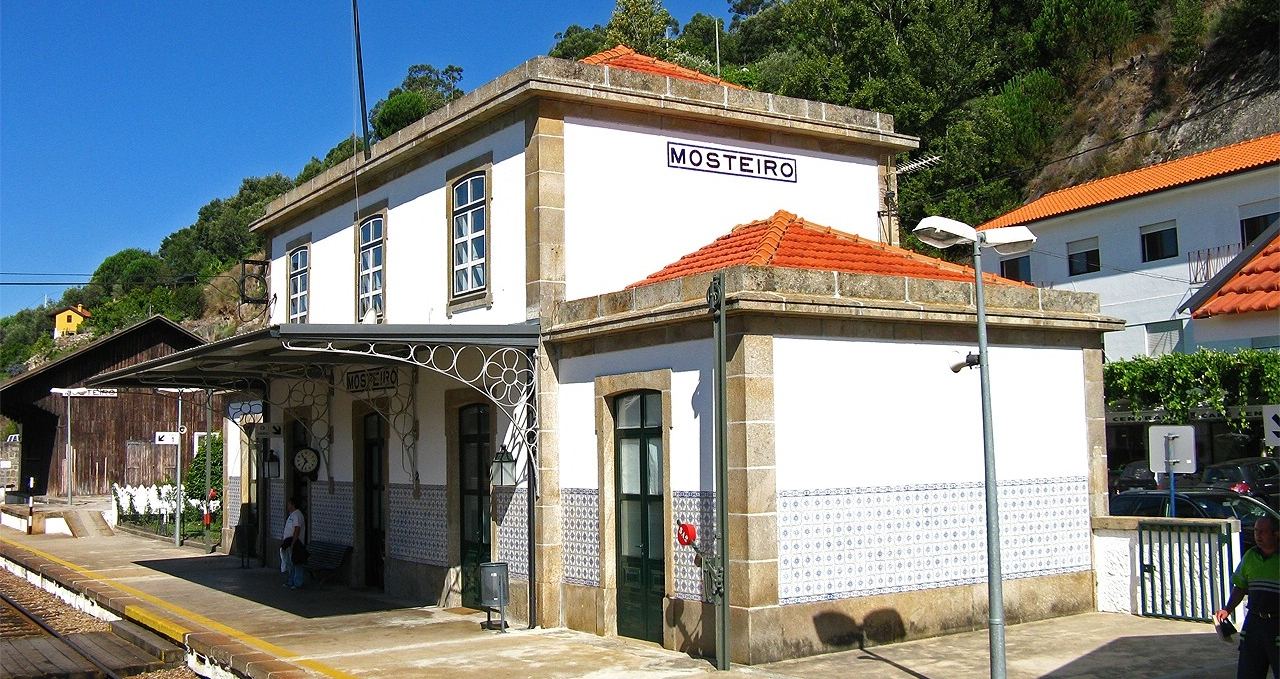
Edifício de passageiros, em 2009.

Situa-se na Rua Padre Lima (=EM321) da localidade nominal, grosseiramente a meio caminho (mormente pela EM321) de ambas as localidades nominais da frequesia local: Ribadouro, a oés-noroeste, mais próximo em linha reta, e Ancede, a nornordeste, mais distante; esta última dista cerca de quatro quilómetros por via rodoviária, sendo o trajeto por via pedonal mais curto, com menos de três quilómetros, mas mais íngreme, enquanto que Ribadouro, sendo bem mais acessível e a distância semelhante, é dotado da sua própria interface ferroviária (apeadeiro de Pala), só aproveitando desta posição relativamente pivilegiada por estar Mosteirô servida de mais comboios.

### Infraestrutura
Esta interface apresenta duas vias de circulação, identificadas como I e II, ambas com 338 m de extensão e acessíveis por plataformas com 148 e 215 m de comprimento e com altura de 685 mm numa extensão de 80 m em cada uma, tendo os restantes respetivos 400 mm de altura; existe ainda uma via secundária, identificada como III, com comprimento de 60 m.
O edifício de passageiros situa-se do lado norte da via (lado esquerdo do sentido ascendente, a Barca d’Alva).

### Serviços
Em dados de 2023, esta interface é servida por comboios de passageiros da C.P. de tipos regional e inter-regional, tipicamente com doze circulações diárias em cada sentido, entre o Porto (Campanhã ou São Bento) ou Marco de Canaveses e Pocinho ou Régua ou Pinhão.

## História
Esta interface encontra-se no lanço entre as Estações de Juncal e Régua da Linha do Douro, que abriu à exploração em 15 de Julho de 1879.

Em Janeiro de 2011, tinha duas vias de circulação, ambas com 343 m de comprimento, e duas plataformas com 216 e 148 m de comprimento e 40 cm de altura — valores mais tarde alterados para os atuais.